# Epitalâmio
Epitalâmio (do grego epithalámion - epi, sobre + thalamium, o tálamo, ou quarto nupcial) é um cântico nupcial de natureza religiosa, destinado a reivindicar para os noivos a bênção dos deuses, em especial de Himeneu, a divindade protetora dos enlaces matrimoniais. 

## História
Consistia num elogio público e solene, dirigido ao cônjuge de maior condição social, preferencialmente recitado por um cantor e por um coro, que não deixavam de invocar os deuses para que concedessem aos nubentes a felicidade eterna. Originalmente, o epitalâmio era uma canção entoada no quarto da noiva na noite do casamento, para se distinguir do gamélio, cantado na cerimónia do casamento ou banquete e do hymenaios, cantado durante o cortejo dos recém-casados até à sua nova casa. 
Na Ilíada de Homero, encontramos uma descrição deste último canto (cf. 18.391-96). Ao epitalâmio que se celebrava por ocasião do casamento propriamente dito, chamava-se coemético; o que era cantado na manhã após a lua-de-mel, chamava-se egértico, pois a sua função era a de saudar o despertar do novo casal.
Escreveram epitalâmios gregos: Safo, Estesícoro e Teócrito. Veja-se o seguinte epitalâmio de Safo dedicado ao noivo: 
“De ambrosia / uma cratera / se excedia / — e Hermes, um cântaro, / vazava vinho aos deuses. / E todos os deuses erguiam as taças, / libando libavam / — e ao noivo felicidades auguravam.”
Safo havia de ser inspiração para os poetas latinos que cultivaram o género, como Catulo (Carmina, 61, 62, 64).
Na literatura latina, destacam-se então os epitalâmios de Claudiano e Catulo, que eram ainda mais licenciosos do que o seu modelo grego. Não raro o epitalâmio latino é precedido de cânticos populares, com refrães jubilosos. Só no século XVI o gênero voltou a ser escrito, com destaque para o poeta inglês Spenser que nos legou Epithalamium (1595). Spencer cunhou o termo protalâmio, por analogia com epitalâmio, para designar a exaltação aos noivos antes do casamento (Prothalamion, 1597). 
Até ao século XVIII, o epitalâmio ainda conhece alguma fortuna nas literaturas europeias. Um caso raro na literatura contemporânea é o de Fernando Pessoa, cujo Epithalamium - II (1913), pode ilustrar o gênero: 
“Afastai nas janelas a cortina breve / Que menos que à luz a vista só proscreve! / Olhai o vasto campo, como jaz luminoso / Sob o azul poderoso / E limpo, e como aquece numa ardência leve / Que na vista se inscreve! / Já a noiva acordou. Ah como tremer sente / O coração dormente! / Os seios dela arrepanham-se por dentro numa frieza de medo / Mais sentido por crescido nela, / E que serão por outras mãos que não as suas tocados / E terão lábios chupando os bicos em botão. / Ah, ideia das mãos do noivo já / A tocar lá onde as mãos dela tímidas mal tocam, / E os pensamentos contraem-se-lhe até ser indistintos. / Do corpo está consciente mas continua deitada. /.../”
Fernando Pessoa comentou assim este epitalâmio: 
“O segundo poema, Epithalamium, representa o conceito romano do mundo sexual. É brutal, como todas as emoções coloniais, animalesco, como todas as coisas naturais, quando são secundárias, como eram para homens tais como os romanos, que eram animais a dirigirem um estado. Neste poema não há nenhuma metafísica. Neste poema não poderia haver perversidade. O cenário, como no poema Antinous, não se relaciona com o tema. Um vulgar casamento cristão fornece o cenário; contra este pouco imaginativo cenário negro faz-se destacar o instinto romano como um monstro nu nascido do mundo.”